# Thom Tillis
Thomas Roland Tillis (Jacksonville (Florida), 30 de agosto de 1960) es un político estadounidense. Actualmente representada al estado de Carolina del Norte en el Senado de ese país. Está afiliado al Partido Republicano. Es uno de los senadores que más dinero ha recibido de la Asociación Nacional del Rifle, que le ha donado 4.418.012 de dólares.